# Argonauta hians
Argonauta hians (nomeada, em inglês, brown paper nautilus, muddy argonaut, paper argonaut, brown argonaut ou winged argonaut; em alemão, Geflügeltes Papierboot ou Braunes Papierboot; em japonês, チヂミタコブネ ou コナハダダコブネ; em português, argonauta) é uma espécie de molusco cefalópode marinho e pelágico da ordem Octopoda (que compreende os polvos), classificada por John Lightfoot, em 1786, pertencendo ao gênero Argonauta da família Argonautidae.

## Descrição
Com sua concha, um invólucro de ovos exclusivo da fêmea, mais acastanhada e com ondulações mais suaves que as de Argonauta argo, espécie encontrada no Mediterrâneo, Argonauta hians é também lateralmente comprimida, atingindo os 10,6 cm de comprimento; o macho sendo menor e possuindo um tentáculo que se desprende durante a cópula, usado na fecundação. Encontram-se associados às salpas e águas-vivas, das quais se alimentam, além de comerem crustáceos, peixes e outros moluscos. No aquário sua preferência foi por poliquetas bentônicos ao invés de pequenos peixes ou camarões.

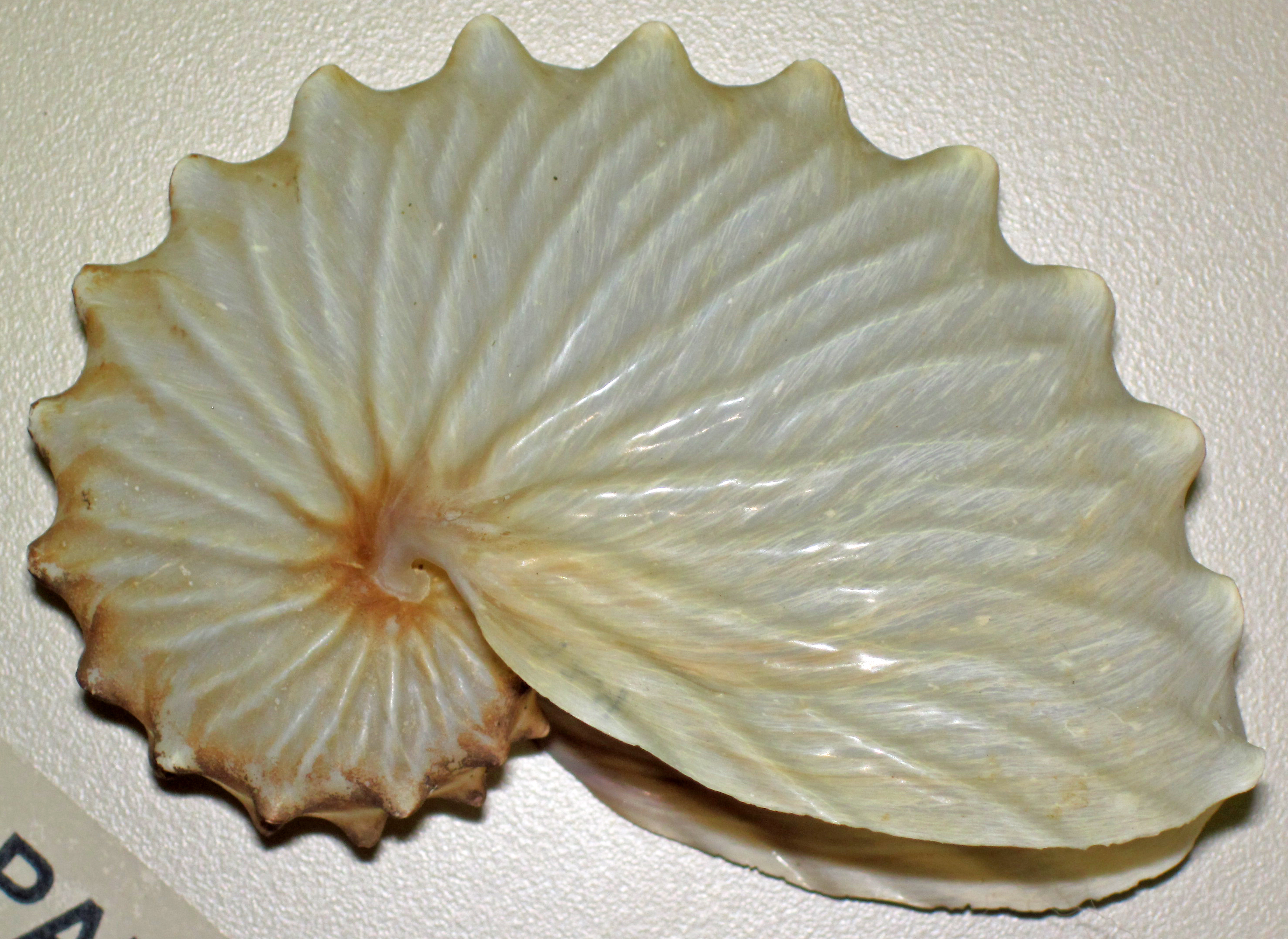
A concha invólucro de ovos de uma fêmea de A. hians em vista lateral.

## Distribuição geográfica
Argonauta hians está distribuído em mares oceânicos quentes e é localmente comum no Indo-Pacífico Ocidental, incluindo Madagáscar e África do Sul, Atlântico Central, incluindo o golfo do México, Portugal, e Atlântico Sul; também encontrado no mar de Andamão e ao redor do litoral da Austrália, menos na costa sul.